# Wesley Snipes
Wesley Trent Snipes (født 31. juli 1962) er en amerikansk skuespiller, filmproducer og kampsportsudøver, der har medvirket i utallige film – thrillere og dramafilm. Snipes er kendt for at spille Marvel Comics karakteren Blade i Blade filmtrilogien og blandt forskellige andre højt profilerede roller. Snipes dannede et produktionsselskab, Amen-Ra Films i 1991 og et datterselskab, Black Dot Media, til at udvikle projekter til film og tv.
Snipes har trænet kampsport siden han var 12 år og har en mestergrad i Shotokan og det sorte bælte i Hapkido. Den 12. oktober 2006 blev Wesley Snipes sigtet for skatteunddragelse. Den 24. april 2008 ved en domstol i Florida blev Snipes idømt tre års fængsel for at have undladt at indsende selvangivelser for 1999, 2000 og 2001. Den 9. december 2010 påbegyndte Snipes at afsone sin fængselsstraf i fængslet Federal Correctional Institution, McKean i det nordvestlige Pennsylvania. Snipes blev løsladt den 2. April 2013, efter at have afsonet 28 måneder af hans 3 årige dom.

## Udvalgt filmografi
- Game of Death (2010)
- The Art of War II - Betrayal (2008)
- Blade: Trinity (2004)
- Nine Lives (2003)
- Undisputed (2002)
- Blade 2 (2002)
- The Art of War (2000)
- Blade (1998)
- U.S. Marshals (1998)
- Murder At 1600 (1997)
- One Night Stand (1997)
- The Fan (1996)
- Money Train (1995)
- Demolition Man (1993)
- Passenger 57 (1992)
- New Jack City (1991)